# Ceylanosybra
Ceylanosybra is een kevergeslacht uit de familie van de boktorren (Cerambycidae). De wetenschappelijke naam van het geslacht werd voor het eerst geldig gepubliceerd in 1975 door Breuning.

## Soorten
Ceylanosybra is monotypisch en omvat slechts de volgende soort:
- Ceylanosybra baloghi Breuning, 1975